# Dinastía Cometopulo

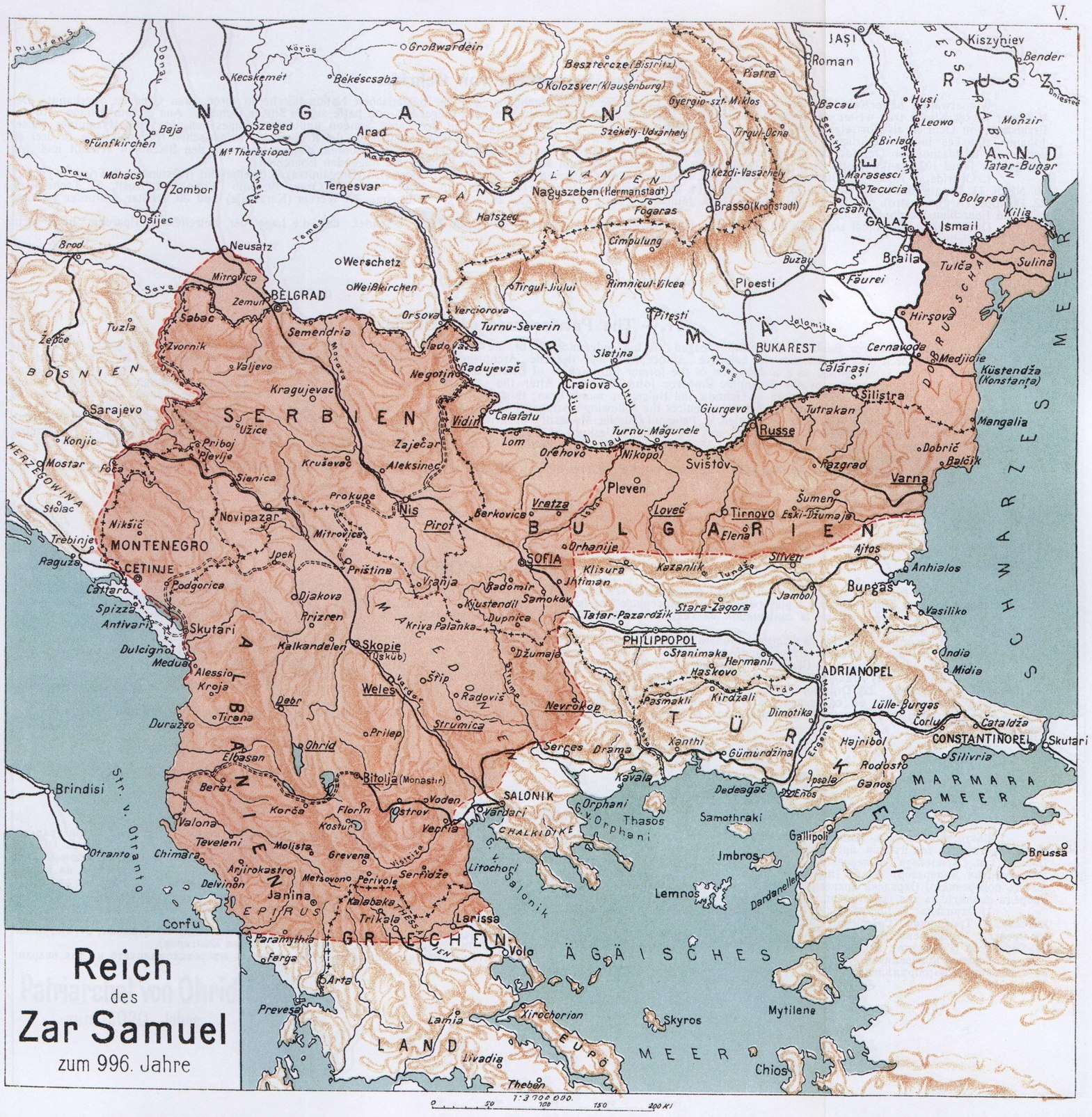
Territorio de Bulgaria bajo las dinastía Cometopulo (cerca del año 1000).

La dinastía Cometopulo (en búlgaro: Династия на комитопулите; en griego bizantino: Κομητόπουλοι) fue la última dinastía real del Primer Imperio búlgaro. Reinó aproximadamente desde 976 hasta la caída de Bulgaria bajo el dominio bizantino en 1018. El miembro más notable de la dinastía fue el zar Samuel, quien resistió las ofensivas del Imperio bizantino durante cuarenta años.

## Orígenes y miembros
El nombre real de la dinastía no se conoce, «Cometopulo» no es más que el apodo que era utilizado por los historiadores bizantinos para mencionar a los gobernantes de la dinastía así como a su fundador, el boyardo Nicolás, el cual era un comes (gobernador; en griego bizantino: Κóμης; en búlgaro: Комита Komita), probablemente de la región de Sredets (la actual capital de Bulgaria, Sofía). De acuerdo con algunas fuentes la dinastía era de origen armenio. En 969 y tras la conquista rusa del noreste de Bulgaria, el boyardo Nicolás asumió el control de las tierras búlgaras al oeste del Iskar. En el momento de la conquista bizantina de Preslav y el destronamiento del zar Boris II en 972, Nicolás había sido asesinado y el gobierno fue asumido por sus cuatro hijos, David, Aarón, Moisés y Samuel. David lideró la defensa del suroeste de Bulgaria y residía en Prespa, Moisés en el sureste de Bulgaria con residencia en Strumica, Aarón gobernaba la región de Sredets, mientras que Samuel estuvo a cargo del norte de Bulgaria con la ciudad de Bdin (Vidin).
Tanto David como Moisés perdieron la vida muy pronto —David fue asesinado por vagabundos valacos, mientras que Moisés murió durante el sitio de Serres—. Un conflicto estalló entre Samuel y Aarón cuando este último hizo una alianza con los bizantinos y el 14 de junio de 976 Aarón fue ejecutado cerca de Dupnitsa. Después el mismo año, el destronado Boris II y su hermano, Román, lograron escapar de su cautiverio en Constantinopla, y llegaron a las fronteras de Bulgaria. Boris II fue, sin embargo, muerto por error por los guardias de fronteras. Como resultado, Román fue coronado como zar de Bulgaria aunque el poder real y el control del ejército estaba en manos de Samuel. No fue sino hasta la muerte de Romano en 997 que Samuel fue coronado oficialmente como zar por la falta de herederos directos al trono. Después de la muerte de Samuel en 1014, la corona pasó a su hijo, Gabriel Radomir (1014-1015). En 1015, fue asesinado por su primo hermano e hijo de Aarón, Iván Vladislav. Con la muerte de Iván Vladislav en 1018 el Primer Imperio búlgaro llegó a su fin. Un intento de restauración de la independencia de Bulgaria se hizo unos 20 años después por Pedro Deljan (1040-1041), el supuesto hijo de Gabriel Radomir. Pedro, con la ayuda de su posible primo Alusian de Bulgaria organizó una rebelión y logró expulsar a los bizantinos de Ocrida por un corto período, pero fue traicionado finalmente por Alusian. Los herederos de Alusian recibieron títulos de nobleza y territorios en el Imperio bizantino.

## Genealogía
Después de la caída de Bulgaria, los descendientes de Samuel asumieron importantes cargos en la corte bizantina después de que fueron reubicados y recibieron tierras en Asia Menor y Armenia. Una de sus nietas, Catalina, se convirtió en emperatriz de Bizancio. Otro supuesto nieto, Pedro Deljan, dirigió un intento de restaurar el Imperio búlgaro después de una gran rebelión entre 1040 y 1041. Otras dos mujeres de la dinastía se convirtieron en emperatrices bizantinas, mientras que muchos nobles sirvieron en el ejército como strategos o se convirtieron en gobernadores de diversas provincias.

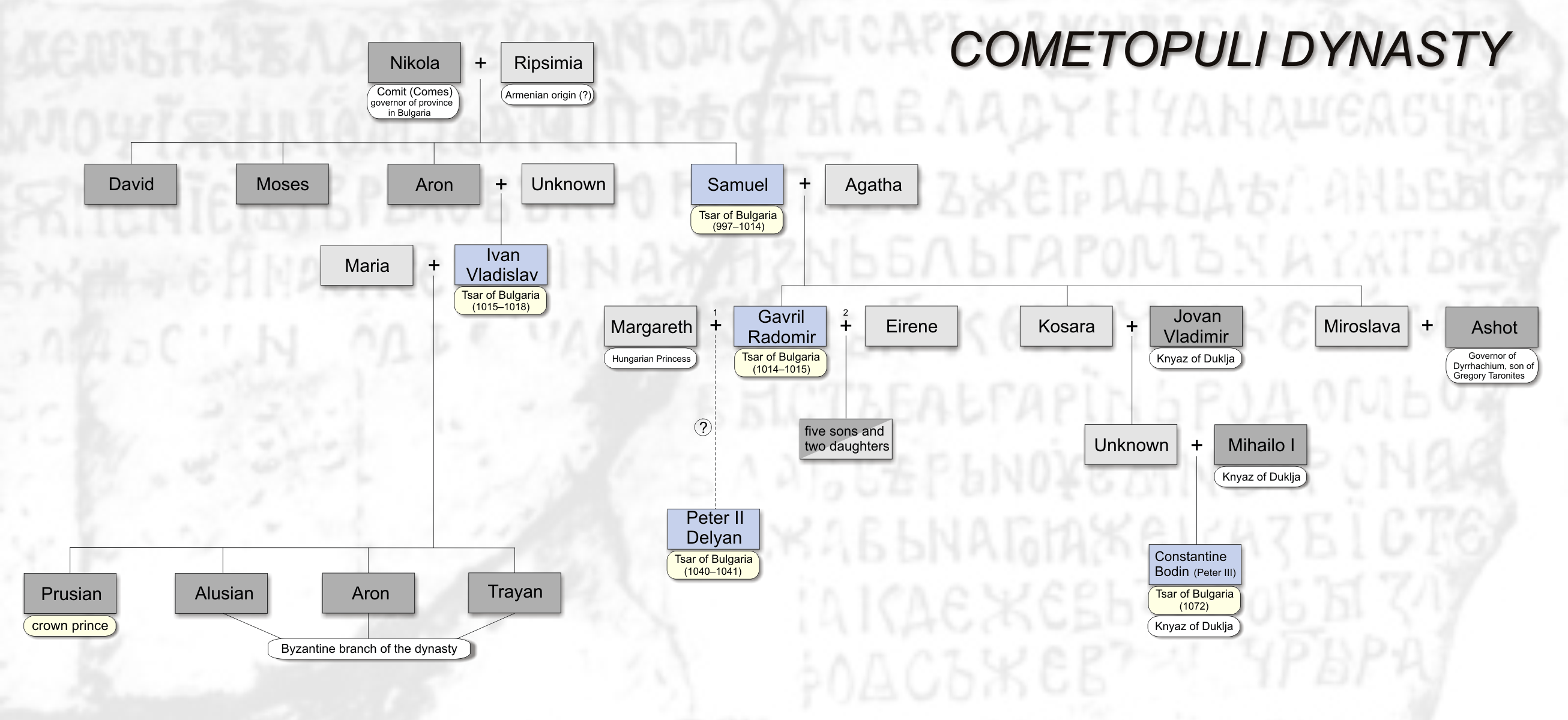
Árbol genealógico de la dinastía Cometopulo

## Nomenclatura

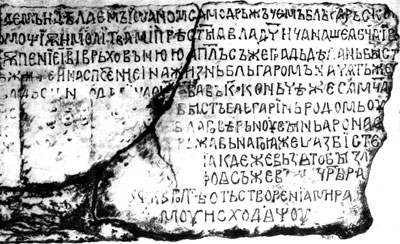
La inscripción de Bitola del último Cometopulo, Iván Vladislav, donde reclama el origen búlgaro de su pueblo y el suyo propio.

Se ha producido un debate entre los historiadores, en los que algunos consideran el imperio durante el reinado de la dinastía Cometopulo como una entidad separada del Primer Imperio búlgaro. El bizantinista George Ostrogorsky discute el tema y concluye que para sus creadores y los bizantinos era simplemente el Reino búlgaro, pero por diversos factores geográficos, políticos y religiosos Ostrogorsky etiqueta el estado como Imperio macedonio. Dimitri Obolensky, otro bizantinologo, se refiere al estado de Samuel como el «Imperio independiente de Bulgaria Occidental» que se originó en Macedonia. Los Cometopulo mantuvieron el título de "zar de los búlgaros", pero algunos aspectos que aparecieron durante su reinado, hacen su estado diferente del Imperio búlgaro. Algunos otros autores también lo distinguen como un Imperio búlgaro occidental, pero la mayoría de los expertos ven la dinastía como una continuación directa del Primer Imperio búlgaro.